# Nihonogomphus lieftincki
Nihonogomphus lieftincki – gatunek ważki z rodziny gadziogłówkowatych (Gomphidae). Występuje w Chinach; stwierdzony w prowincjach Fujian i Hunan.